# Park Dolinka w Elblągu
Park Dolinka w Elblągu – park miejski w północno-wschodniej części Elbląga, w dzielnicy Dolinka, położony w dolinie potoku Kumiela (Dzikuska).

## Historia
Park założono w początku XX wieku na dawnych gruntach ornych majątku Rubno Małe. Nazywano go wówczas Prochowa Dolina (niem. Pulvergrund). Założenie w obecnej formie datuje się na rok 1934. Było to ulubione miejsce spotkań mieszkańców Elbląga. Kumiela podczas budowy parku uległa regulacji. Wybudowano m.in. duże baseny kąpielowe (zlikwidowane w 2013). Po zniszczeniach wojennych park był stopniowo porządkowany, także w ramach czynów społecznych. W latach 1969–1970, w północnej części doliny Kumieli wybudowano boisko do gry w siatkówkę i strzelnicę, choć – jak podają źródła – jedna istniała tam już przed II wojną światową. Wyasfaltowano wtedy około 700 metrów alejek, brzegi rzeki wzmocniono oraz posadzono wzdłuż brzegu szpaler złożony z topól. 
W 2021 park uległ rewitalizacji, w wyniku której zamontowano 160 różnego rodzaju urządzeń zabawowych i rekreacyjnych.
Założenie ma 67 hektarów powierzchni. Na jego terenie znajdują się m.in.: amfiteatr (253 miejsca, scena o szerokości około 50 metrów), skatepark, stoły do tenisa stołowego i kilka kaskad.

## Turystyka
Przez park, wzdłuż Kumieli, przebiegają:
- czerwony Szlak Kopernikowski (pieszy),
- długodystansowy Wschodni Szlak Rowerowy Green Velo[6].

## Galeria

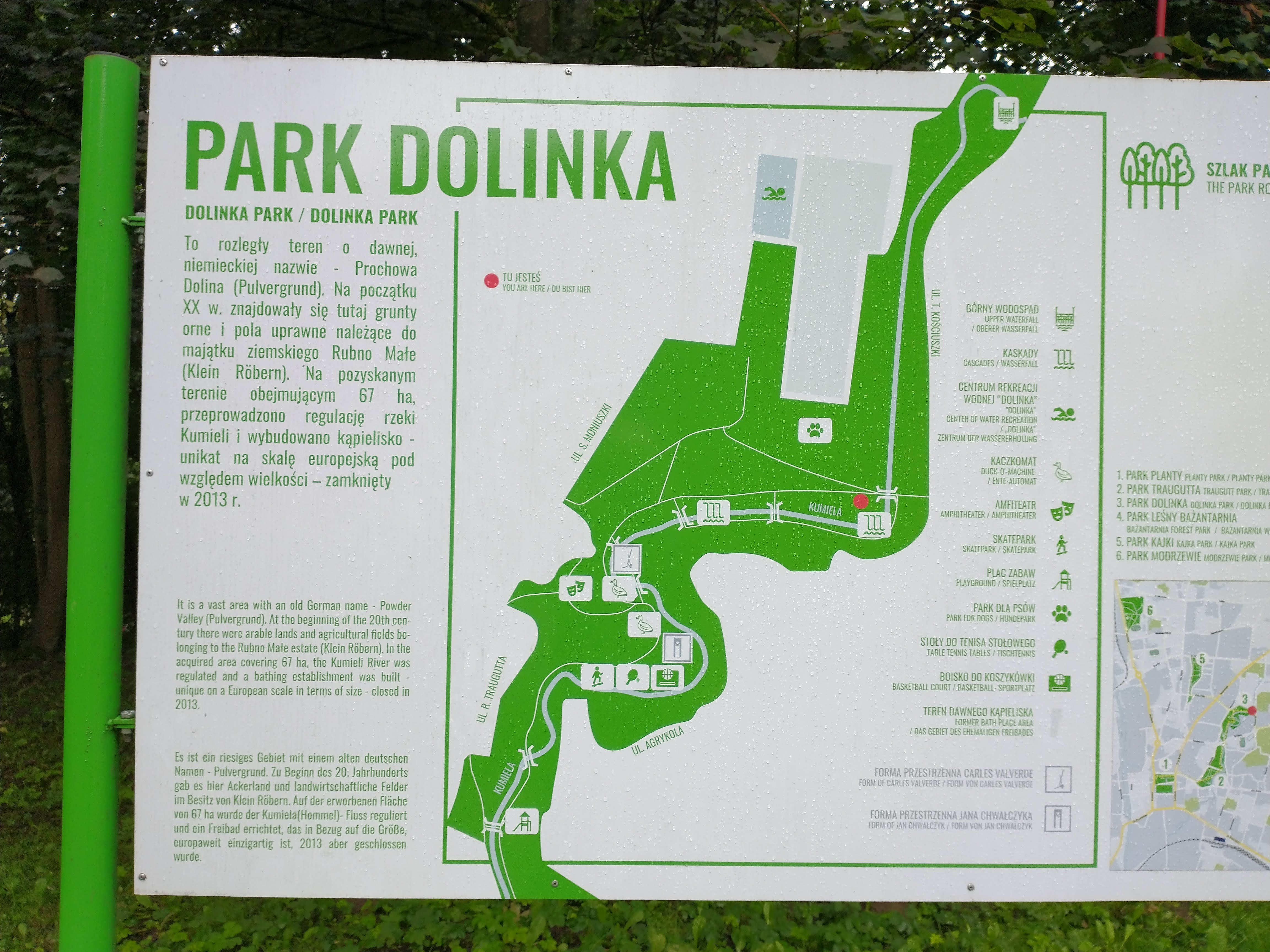
Plan parku
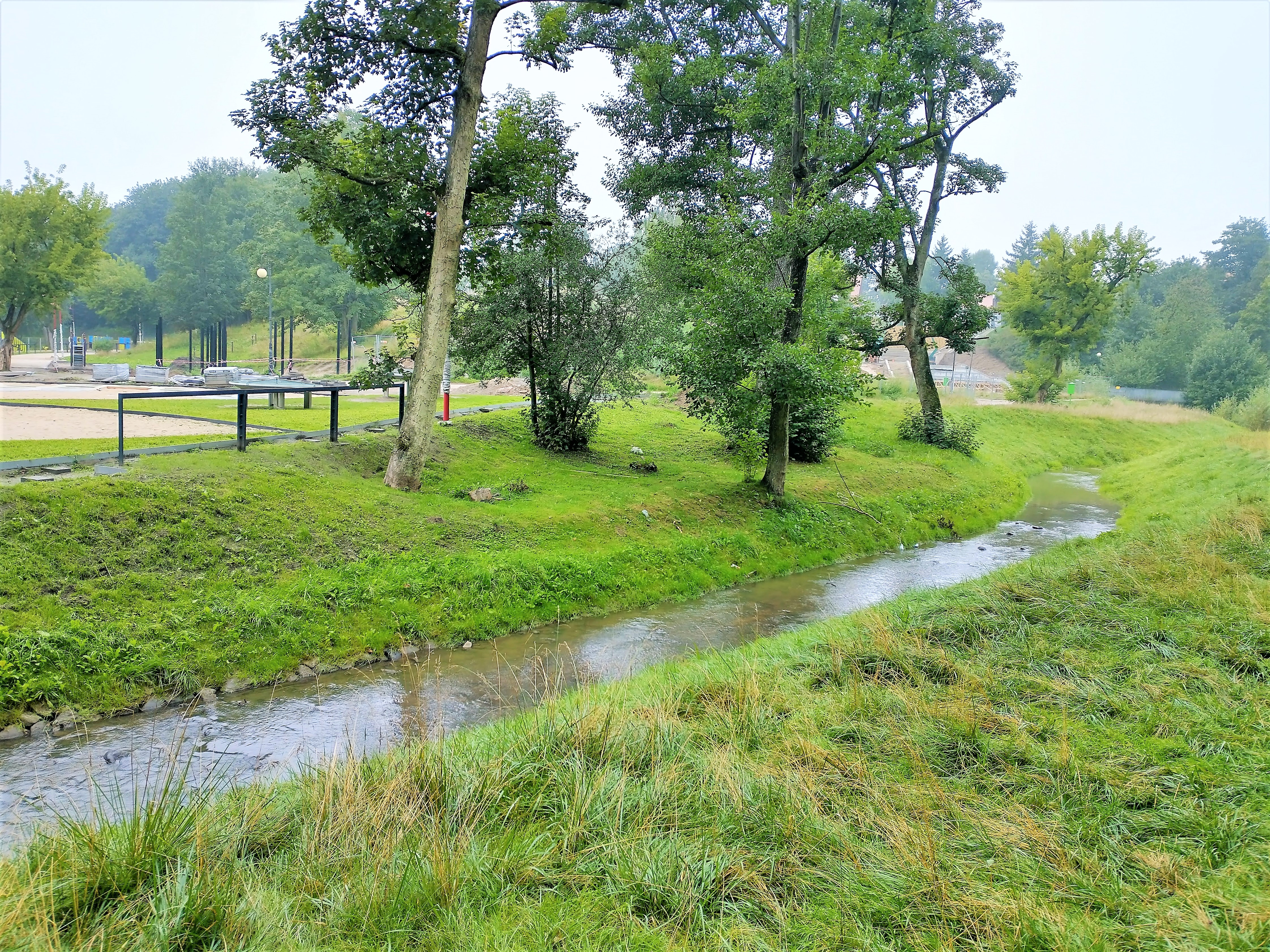
Widok ogólny centralnej części
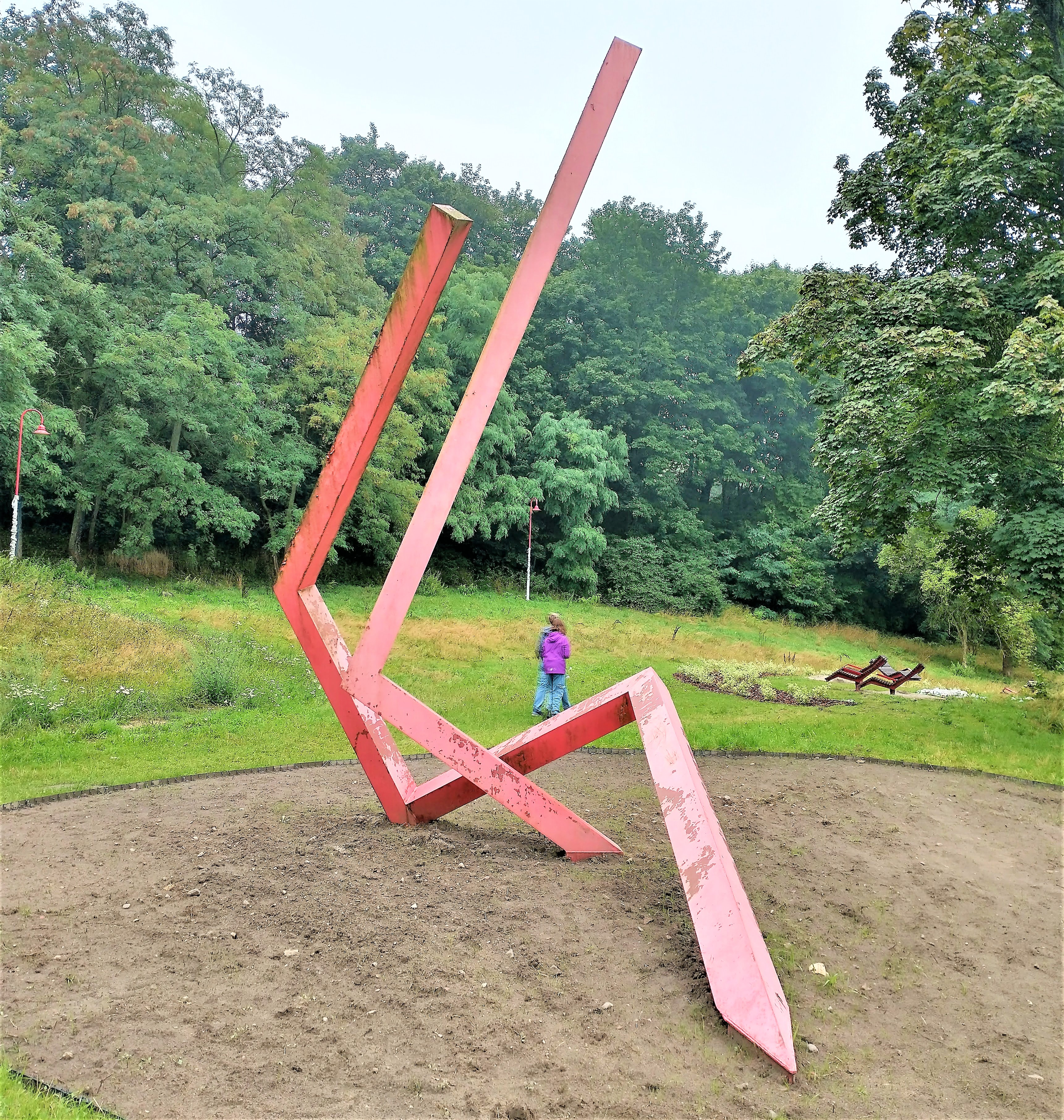
Rzeźba Carles'a Valverde (2012)